# Эскадренные миноносцы типа «Квангэтхо Тэван»

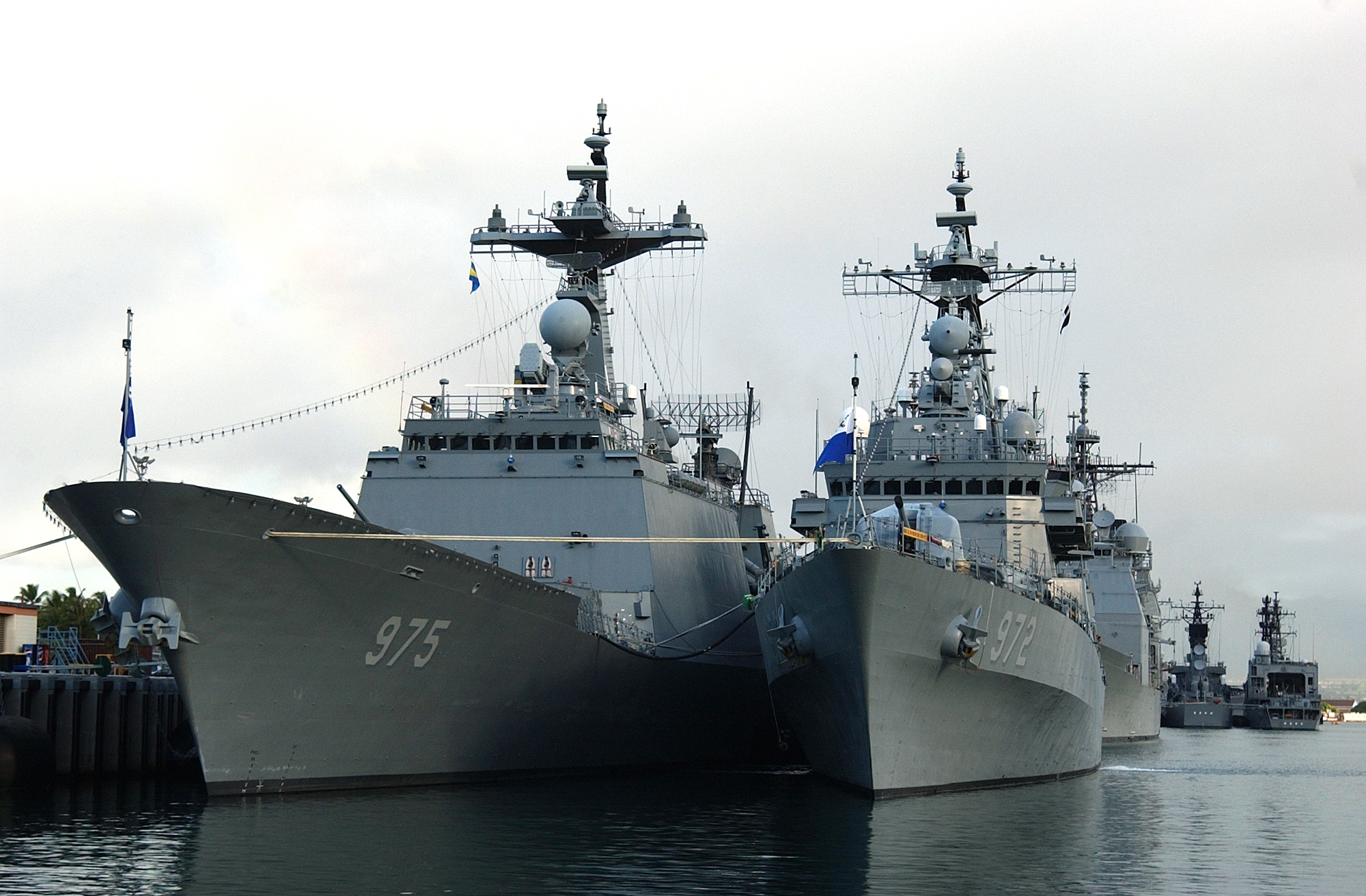
ROKN Eulji Mundeok (DDH 972) anchored next to ROKN Chungmugong Yi Sunshin (DDH 975) in Pearl Harbor, Hawaii during RIMPAC 2004

Эскадренные миноносцы типа «Квангэтхо Тэван» (кор. 광개토대왕급 구축함, известны также как KDX-I и Okpo) — серия из трёх эсминцев с управляемым ракетным оружием, состоящий на вооружении ВМС Южной Кореи. Созданы в результате выполнения первого этапа программы KDX (Korean Destroyer eXperimental, корейский экспериментальный эсминец) по разработке корейского боевого корабля океанской зоны.
Являются первыми эсминцами, спроектированными и построенными в Южной Корее. Разработка велась в сотрудничестве с фирмами Германии на основе концепции МЕКО.

## Конструкция
Корпус корабля гладкопалубный, стальной, разделён на 12 водонепроницаемых отсеков с автономной пожарной и вентиляционной системами. Водонепроницаемые переборки доходят до верхней палубы.
Надстройка хорошо развитая, разделённая на два блока.

## Двигательная установка
Главная энергетическая установка дизель-газотурбинная, выполненная по схеме CODOG. Маршевые двигатели — 2 дизеля MTU «SEMT Pielstick» (по другим данным — Sangyong 20V 956 TB 82) суммарной мощностью 8000 л.с., форсажные двигатели — две газовые турбины 2 ГТУ General Electric LM-2500 суммарной мощностью 58 200 л.с. Редукторы герметичные, рассчитанные на работу в затопленном отсеке. Суммарная мощность дизель-генераторов – 3200 кВт. Движители — два винта регулируемого шага фирмы «Bird-Johnson».

## Вооружение

### Артиллерия
Корабль оснащён 127-м орудием «OTO Melara Alleqqerito» с длиной ствола 54 калибра. Боекомплект составляет 600 выстрелов. Система управления стрельбой — «Dardo E» с двумя РЛС «Stir-180».
Для самозащиты от воздушных целей установлены два артиллерийских комплекса «Goalkeeper»: две 30-мм АУ «Sea Vulcan-30» с боекомплектом 3600 выстрелов и двумя СУАО IRSAN.

### Средства ПВО
В носовой части корабля находится установка вертикального пуска Mk 48 с 16 ракетами «Си Спрарроу».

### Противолодочное оружие
Для борьбы с подводными лодками установлены два 324-мм трёхтрубных торпедных аппарата Mk 32 для стрельбы торпедами Mk 46 (боезапас 6 торпед). Для управления противолодочным оружием используется внутрикорпусная ГАС DSQS-21 BZ в носовом бульбовом обтекателе. Существует возможность установки буксируемой ГАС 2031.

## Значение названий
«Тэван» (или тхэван, рус. величайший из правителей) — титул корейских правителей династии Когурё. Квангэтхо (рус. собитатель земель) — посмертное имя одного из правителей династии Когурё, правившего в 391–413 годах н.э.  Два других корабля серии названы в честь выдающихся полководцев государства Когурё Ыльчи Мундока и Ян Манчуна.

## Состав серии
| Номер   | Название             | Спущен     | В строю    |
| ------- | -------------------- | ---------- | ---------- |
| DDH-971 | Gwanggaeto the Great | 28.10.1996 | 31.07.1998 |
| DDH-972 | Eulji Mundeok        | 16.10.1997 | 30.08.1999 |
| DDH-973 | Yang Manchun         | 30.09.1998 | 29.06.2000 |